# Albergue da juventude

Sinal indicando proximidade de albergue

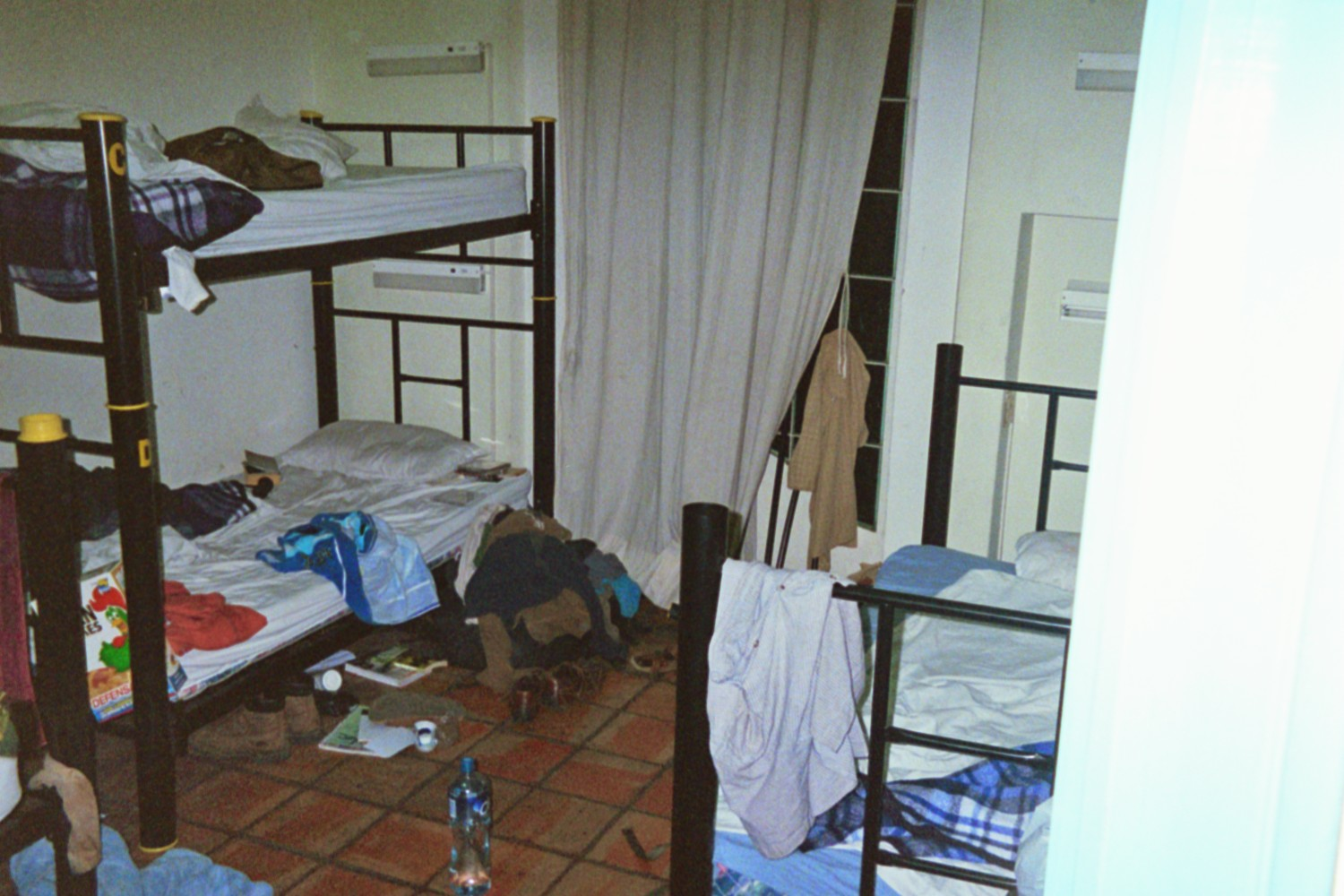
Albergue da juventude em Guadalajara, México.

Os albergues da juventude (padrão utilizado no Brasil) ou pousadas da juventude (nomenclatura comum em Portugal) são meios de hospedagem de baixo-custo em comparação com os meios de hospedagem tradicionais, tais quais pousadas e os hotéis. A maioria das pessoas que frequentam os albergues são geralmente estudantes ou viajantes que querem um meio de hospedagem barato e apenas para passar as noites em um lugar confortável.
Existem diversos albergues ao redor do mundo e muitos fazem colaboração internacional para poder oferecer descontos principalmente aos estudantes universitários que desejam conhecer outros países fazendo uma viagem econômica na maioria das vezes. 
Os membros da Federação Internacional de Albergues podem obter descontos ao pernoitar em albergues associados a esta instituição. Os visitantes que levarem os seus próprios lençóis podem muitas vezes pagar um preço ainda mais baixo.
Também são denominados albergues locais públicos que abrigam moradores de rua.

## Em Portugal
Em 2015, das 40 unidades a funcionar em Portugal, 31 dão prejuízo, apresentam baixas taxas de ocupação e, algumas precisam de obras urgentes.

## Etimologia
O substantivo albergue deriva do vocábulo da língua gótica haribergo.